# 本朝高僧伝
『本朝高僧伝』（ほんちょうこうそうでん）とは、日本の高僧の伝記集。卍元師蛮撰、75巻、元禄15年（1702年）の成立である。

## 概要
自序によると、「元禄十五歳次三月詰旦」とあり、成立までに25年を費やしたという。500員に満たない『元亨釈書』の僧伝を補うべく、古代から近世に至る1662人の僧尼の伝記を集めている。禅僧の伝記集である『延宝伝燈録』に続けて、各宗に及ぶ僧伝として編纂された。所処の史料を揚げ、中には「雑記・稗説・蠢簡・零篇」にいたるまで見逃すことはなかったという。

## 十科分類
体裁は中国の『高僧伝』にならい、十科分類をしている。
1. 法本
2. 浄慧
3. 浄禅
4. 感進
5. 浄律
6. 壇興
7. 浄忍
8. 遠遊
9. 読誦
10. 願雑

特色としては、「法本」の一科をたて、日本に初めて仏法を伝えた人々の伝記を収めている。「願雑」は『元亨釈書』にも存在するが、そのなかに楽邦篇を設け、浄土往生を願った人々の伝記（往生伝）を収録している。「願雑」には神仙篇があり、これは『元亨釈書』にも存在する項目であるが、多くの神々の列伝をあげているのは、神仏習合の日本の文化によるものと見られる。日本の僧伝中、最多の伝記を集めているが、浄土真宗・日蓮宗を省いている。

## 内容

### 全体構成
|      |               | 正伝   | 附見  |
| ---- | ------------- | ------ | ----- |
| 巻首 |               | —      | —     |
| 巻1  | 法本1         | 12人   | 2人   |
| 巻2  | 法本2         | 4人    | —     |
| 巻3  | 法本3         | 2人    | —     |
| 巻4  | 法本4         | 21人   | 4人   |
| 巻5  | 浄慧1         | 22人   | 4人   |
| 巻6  | 浄慧2         | 14人   | 3人   |
| 巻7  | 浄慧3         | 12人   | —     |
| 巻8  | 浄慧4         | 35人   | 5人   |
| 巻9  | 浄慧5         | 24人   | 1人   |
| 巻10 | 浄慧6         | 29人   | 7人   |
| 巻11 | 浄慧7         | 30人   | 17人  |
| 巻12 | 浄慧8         | 28人   | 11人  |
| 巻13 | 浄慧9         | 18人   | 1人   |
| 巻14 | 浄慧10        | 25人   | 17人  |
| 巻15 | 浄慧11        | 33人   | 16人  |
| 巻16 | 浄慧12        | 28人   | 11人  |
| 巻17 | 浄慧13        | 29人   | 4人   |
| 巻18 | 浄慧14        | 13人   | 1人   |
| 巻19 | 浄禅1         | 13人   | 1人   |
| 巻20 | 浄禅2         | 6人    | 1人   |
| 巻21 | 浄禅3         | 11人   | —     |
| 巻22 | 浄禅4         | 18人   | 2人   |
| 巻23 | 浄禅5         | 14人   | —     |
| 巻24 | 浄禅6         | 14人   | 2人   |
| 巻25 | 浄禅7         | 16人   | —     |
| 巻26 | 浄禅8         | 14人   | —     |
| 巻27 | 浄禅9         | 15人   | 2人   |
| 巻28 | 浄禅10        | 12人   | 2人   |
| 巻29 | 浄禅11        | 14人   | 2人   |
| 巻30 | 浄禅12        | 17人   | 1人   |
| 巻31 | 浄禅13        | 14人   | —     |
| 巻32 | 浄禅14        | 23人   | 2人   |
| 巻33 | 浄禅15        | 22人   | 2人   |
| 巻34 | 浄禅16        | 16人   | 3人   |
| 巻35 | 浄禅17        | 17人   | 1人   |
| 巻36 | 浄禅18        | 20人   | 1人   |
| 巻37 | 浄禅19        | 18人   | —     |
| 巻38 | 浄禅20        | 18人   | —     |
| 巻39 | 浄禅21        | 17人   | —     |
| 巻40 | 浄禅22        | 24人   | 1人   |
| 巻41 | 浄禅23        | 16人   | —     |
| 巻42 | 浄禅24        | 17人   | —     |
| 巻43 | 浄禅25        | 20人   | —     |
| 巻44 | 浄禅26        | 24人   | —     |
| 巻45 | 浄禅27        | 5人    | —     |
| 巻46 | 感進1         | 17人   | —     |
| 巻47 | 感進2         | 22人   | —     |
| 巻48 | 感進3         | 19人   | 2人   |
| 巻49 | 感進4         | 16人   | 1人   |
| 巻50 | 感進5         | 38人   | 3人   |
| 巻51 | 感進6         | 18人   | —     |
| 巻52 | 感進7         | 20人   | —     |
| 巻53 | 感進8         | 19人   | 5人   |
| 巻54 | 感進9         | 23人   | 1人   |
| 巻55 | 感進10        | 33人   | 4人   |
| 巻56 | 感進11        | 19人   | 3人   |
| 巻57 | 浄律1         | 18人   | 13人  |
| 巻58 | 浄律2         | 12人   | 5人   |
| 巻59 | 浄律3         | 15人   | 6人   |
| 巻60 | 浄律4         | 6人    | 1人   |
| 巻61 | 浄律5         | 21人   | 13人  |
| 巻62 | 浄律6         | 15人   | 26人  |
| 巻63 | 浄律7         | 6人    | —     |
| 巻64 | 檀興1         | 17人   | 2人   |
| 巻65 | 檀興2         | 21人   | 1人   |
| 巻66 | 浄忍          | 15人   | 1人   |
| 巻67 | 遠遊          | 15人   | 7人   |
| 巻68 | 読誦          | 30人   | 6人   |
| 巻69 | 雑願1・応化   | 9人    | 1人   |
| 巻70 | 雑願2・楽邦上 | 36人   | 8人   |
| 巻71 | 雑願3・楽邦下 | 36人   | 6人   |
| 巻72 | 雑願4・先徳   | 49人   | 10人  |
| 巻73 | 雑願5・神仙上 | 13項目 | —     |
| 巻74 | 雑願6・神仙下 | 18項目 | 2項目 |
| 巻75 | 雑願7・感怪   | 28人   | —     |
| 合計 | 合計          | 1407人 | 252人 |
| 合計 | 合計          | 1659人 |       |

### 巻首
- 自序
- 凡例
- 援引書目

### 巻1 - 4：法本
| 巻1 | 百済国曇慧（道深）・百済国観勒・南天竺菩提達磨・高麗国慧灌・百済国道蔵・元興寺福亮・元興寺道昭・法隆寺智蔵（神泰）・観音寺智通・聖善寺善無畏・大安寺審祥・南天竺菩提仙那 |
| 巻2 | 福先寺道璿・大明寺鑑真・林邑国仏哲・延暦寺最澄 |
| 巻3 | 金剛峯寺空海・建仁寺栄西 |
| 巻4 | 龍門寺義淵・大安寺道慈・元興寺智光（礼光）・元興寺神叡・法隆寺行信・元興寺隆尊（良敏）・東大寺良弁・元興寺厳智・大安寺修栄・興福寺慈訓（永厳）・東大寺鏡忍・大安寺行表・東大寺堪久・梵釈寺施暁・秋篠寺善珠・東大寺明一・興福寺行賀・梵福寺善謝・愛宕山慶俊・大安寺戒明・興福寺仁秀 |

### 巻5 - 14：浄慧
| 巻5  | 大安寺善議・普光寺慈雲・元興寺勝虞・薬師寺長朗・大安寺安澄・石淵寺勤操・弘川寺光意・秋篠寺常楼・大安寺常騰・西大寺泰演・興福寺品慧・観世音寺道証・元興寺施平・大安寺奉実・延暦寺義真・元興寺護命・興福寺修円・叡山光定・延暦寺円澄・西大寺玄叡・西大寺寿遠・元興寺守寵（平備・信行）・元興寺願暁・筑波山徳一・伝法院寿広・薬師寺仲継（真慧）・元興寺守印・興福寺明福（延賓）・東寺実慧・興福寺延祥・興福寺長訓・西大寺実敏                                           |
| 巻6  | 東大寺正進（長歳）・海印寺道雄・霊巌寺円行・延暦寺円仁・叡山慧亮・神護寺真済・法琳寺常暁・延暦寺安慧・室生山堅慧・修禅寺杲隣・神護寺真体（真境・真際）・元興寺明詮・元興寺賢応・薬師寺景戒 |
| 巻7  | 安祥寺慧運・法輪寺道昌・法隆寺道詮・貞観寺真雅・円覚寺宗叡・叡山円載・元興寺隆海・東寺源仁・叡山法勢・伊吹山三修・元慶寺遍昭・園城寺円珍 |
| 巻8  | 叡山安然・延暦寺惟首・延暦寺献憲・延暦寺康済・叡山常済・興福寺昌海・東大寺済棟（戒撰）・円城寺益信・醍醐寺聖実・延暦寺長意・東大寺道義・東大寺円超・叡山玄昭（由性）・金剛峯寺寿長・金剛峯寺無空・東大寺延惟・東大寺智鎧・元慶寺寂円・醍醐寺観賢・興福寺増利（延空）・醍醐寺延敒・醍醐寺延性（貞寿）・勸修寺済高（蓮舟）・高野山峯宿・元興寺如無・醍醐寺壱定・興福寺仁教・興福寺空晴・興福寺平源・円城寺真寂・石山寺淳祐・薬師寺延義・叡山禅喜・東寺延鑑・元興寺義昭 |
| 巻9  | 東大寺法蔵・興福寺仲算・醍醐寺観理・伝法院義光・東大寺光智・東寺寛静・興福寺壱和・興福寺守朝・興福寺千到・東大寺法縁・金龍寺千観・延暦寺良源・興福寺安秀・東大寺湛昭・興福寺真喜・興福寺主恩・石山寺元杲・延暦寺暹賀・大安寺令扆・多武峰増賀（仁賀）・叡山聖救・八徳山寂心・叡山実因・子嶋寺真興 |
| 巻10 | 叡山安海・延暦寺覚慶・清水寺清範・叡山覚運・勧修寺雅慶・叡山源信・園城寺慶祚・東大寺澄心（朝晴）・興福寺扶公（円縁）・興福寺林懐（明憲・日観・長保）・叡山長算・叡山寛印・叡山覚超・叡山遍救・延暦寺院源（実誓）・東大寺観真（観円）・東寺延尋・叡山紹良・東大寺済慶・延暦寺教円・叡山延殷・興福寺経救・多武峰行真・東大寺延幸・興福寺明懐・叡山薬智・園城寺明尊・延暦寺明快・叡山慶意                                                                               |
| 巻11 | 東寺成尊（常寂）・園城寺慶暹・東大寺有慶（顕真）・延暦寺勝範・興福寺真範・興福寺頼信（頼尊）・叡山暹教・園城寺頼増・三井宗範・興福寺公範（俊範）・延暦寺覚円・斉恩寺永超（湛秀）・興福寺賢源（頼厳）・大乗院隆禅・三井良意（経円）・三井円範（斉尊）・三井勧円・慈尊院済暹・高野山青蓮（教覚）・三井公伊・興福寺覚信・叡山澄豪・興福寺永縁（勝超）・禅林寺永観・三井観厳・三井証観（覚俊）・園城寺禅仁・延暦寺忠尋（順耀・皇覚）・興福寺玄覚・東寺行暹               |
| 巻12 | 東南院覚樹・延暦寺覚猷（永実）・伝法院覚鑁・高野山真誉・高野山聖仁（行慧）・興福寺隆覚・高野山兼賢（基舜）・興福寺覚秀・尊勝院勝暹（厳意・良覚）・勧修寺寛信（成実）・禅那院珍海・光明山重誉（樹朗）・伝法院信慧・大安寺慧珍・性海寺如幻（景雅）・東大寺顕慧（敏覚）・東大寺聖慶（道慶）・高野山房光・高野山心覚・高野山宗賢・高野山定兼・尊勝院慶俊・法界寺如寂・高野山明善（覚善）・往生院覚弁・興福寺蔵俊・延暦寺顕真・東大寺弁暁                                 |
| 巻13 | 仁和寺守覚・薬師寺兼澄・実積院覚憲・大谷寺源空・笠置寺貞慶・叡山証真・春正寺良祐・園城寺公胤・飯田山真俊（相俊）・興福寺恩覚・華王院覚海・禅林寺静遍・高野山明遍・長楽寺隆寛・高野山明任・白河信空・善導寺弁長・叡山幸西 |
| 巻14 | 高山寺高弁・醍醐寺頼賢・九品寺長西（空寂）・興福寺信円（実尊）・東大寺聖禅・東大寺良忠（喜海）・遍智院道教・毘沙門堂明禅（円守）・叡山俊範（俊承）・高野山宝性院法性・高野山心南院尚祚（観覚）・三鈷寺証空・書写山寛昌・姫路山正覚・園城寺道智・醍醐寺光実・隋心院顕厳・高野山実弘（明範）・高野山正智院道範・興福寺頼円・知足院英弘（憲円・円経）・興福寺公縁（教尹・乗範）・修行院貞弘（実算・専英・定算）・興福寺尊信（慈信）・興福寺範憲（良継・清心）           |

### 巻15 - 45：浄禅
| 巻15 | 知足院覚澄・高野山仁然（良覚）・二尊院湛空・東大寺智舜・叡山静明（政海）・叡山経海・泉福寺信尊・菩提山如性・高野山真弁（祐遍）・醍醐寺建深・東大寺宗性・高野山慧深・遍智院親快・醍醐寺定済・真宗院隆信（真空）・仁和寺法助・蓮華院俊晴（会慶・観心）・高野山忠俊・高野山覚和（祐信・寛範）・河州磯長十乗・明福寺智真（一何）・東山証入・東山証仏・東大寺定春（快円）・大光寺寛海・蓮台寺見性（観蓮・快喜）・浄金剛院証慧・洛北見塔（照源）・東大寺英訓（英憲）・讃州西三谷覚心（満願・了慧）・発心院公聖・光明寺良忠・東大寺聖兼 |
| 巻16 | 観勝寺良胤・性海寺良敏（証円）・覚洞院実勝・釈迦院顕意・根来中性院頼瑜・高野山大楽院信日・醍醐寺厳家・高野山信堅・東南院貞禅（義海・承信）・清水坂良範・新禅院聖然・醍醐寺聖雲・戒壇院凝然・戒壇院空月（性憲）・地蔵院親玄・星野山尊海（宥海）・高野山良殿（印俊・玄雲・実算）・高野山蓮華院頼豪・高野山迎接院順継・廬山寺照源・実相院頼申（宗珍）・悟真寺道光・光明寺良暁・高野山金剛三昧院実融・観音寺道誉・菩提山唯空（円海）・菩提山澄海（理然）・東大寺道玄                                                                 |
| 巻17 | 久米多寺禅爾・浄華院証賢・東大寺聖忠（聖尋）・東寺栄海・称名寺湛叡・普遍寺宥範・仁和寺寛性（実杲）・戒壇院俊才・戒壇院盛誉・戒壇院照玄・密蔵院慈妙・極楽寺正為・叡山慈遍 ・観智院杲宝・阿弥陀寺澄円・戒壇院照慧・戒壇院霊波・戒壇院総融・根来中性院聖憲・叡山神蔵寺存海・根来妙音院頼誉（聖瑜）・根来妙音院玄性（玄誉）・根来十輪院道瑜・上野竜増寺豪尊・成菩提院貞舜・高野山宝性院宥快・高野山無量寿院長覚・無量山伝通院聖冏・高野山長誉                                                                                        |
| 巻18 | 増上寺聖聡・高野山成雄・浄厳院隆尭・高野山宥信（快全）・東大寺志王・誓願寺真阿・高野山快尊・西教寺真盛・光明寺祐崇・高野山仟遍・高野山印融・喜多院実海・真常院亮典 |
| 巻19 | 檀林寺義空・碧鶏坊龍光・比叡山覚阿・三宝寺能忍・永平寺道元・建仁寺明全・浄妙寺行勇・長楽寺栄朝・勝林寺恩順・円福寺法心・妙見堂道祐・寿福寺朗誉（了心）・建長寺道隆 |
| 巻20 | 東福寺弁円・興国寺覚心・建長寺普寧・永平寺懐奘・大慈寺義尹・永興庵詮慧（僧海） |
| 巻21 | 首羅山敬念・万寿寺栄尊・安楽寺惟仙・正伝寺慧安・三聖寺湛照・浄智寺正念・円覚寺祖元・長楽寺院豪・浄智寺静照・大乗寺義介・建長寺紹仁 |
| 巻22 | 南禅寺普門・東福寺慧暁・円通寺若訥・東福寺慧雲・建長寺道然・円覚寺徳悟・興福寺徳詮（空性）・建仁寺覚円・建長寺円範・寿福寺徳瓊（道本）・浄妙寺了然・浄智寺道海・東福寺順空・浄智寺宏海・浄智寺徳紹・実相寺爾然・東福寺昭元・建長寺紹明 |
| 巻23 | 建長寺子曇・勝林寺瓊林・東福寺琛海・東福寺大慧・長母寺一円・建仁寺宗鑑・雲巌寺顕日・南禅寺祖円・建長寺世源・南禅寺一寧・建長寺弘会・承天寺仙原・普門寺円然・寿福寺上昭 |
| 巻24 | 南禅寺徳倹・円覚寺慧輪・南禅寺崇喜・南禅寺鏡円・万寿寺智侃・建長寺道隠・普門寺慧瑃・万寿寺智義（智翁）・総持寺紹瑾・南禅寺処謙・建長寺功安・建仁寺道生・東福寺宗昊（祖玄）・霊鷲寺良真 |
| 巻25 | 南禅寺本元・永平寺義雲・南禅寺宗卓・建仁寺仁恭・建長寺徳璇・南禅寺宗源・東福寺士雲・承天寺円心・南禅寺正澄・大円寺祖一・南禅寺祖裔・正法寺正栄・寿福寺文岑・浄妙寺本立・浄妙寺慧広・大徳寺妙超 |
| 巻26 | 南禅寺楚俊・寿福寺道泉・華頂山良真・円覚寺通川・建長寺慧日・伝燈寺運良・浄福寺総覚・願成寺円慧・建仁寺慈照・建仁寺竺源・建長寺素安・円覚寺道通・高源寺祖雄・興禅寺妙応 |
| 巻27 | 南禅寺師錬・南禅寺宗然・建仁寺友梅・建長寺慧崇（慧堪）・西禅寺旨明・三聖寺師侃・西禅寺良縁・南禅寺居中・浄妙寺妙喆・西蓮寺道空・華蔵寺慧剣（曇現）・円応寺玄素・南禅寺梵仙・正法寺自敬・建長寺可什 |
| 巻28 | 天龍寺疎石・長福寺道皎・高山寺賢仙・浄妙寺道昭・観念寺景印（禅海）・南禅寺義冲・浄智寺妙準（妙環）・建長寺禅鑑・東福寺了愚・建仁寺妙胤・福海寺円有・清海寺宗己 |
| 巻29 | 南禅寺徳見・崇福寺宗心・建長寺祖輝（智越）・興国寺思賢・東福寺士顔・建長寺友丘（良睦）・建仁寺仁浩・天龍寺志玄・東福寺士昭・東福寺一鞏・妙心寺慧玄・霊樹寺覚明・万寿寺明千・聖福寺宗規 |
| 巻30 | 南禅寺士曇・呑海寺法穆・大光寺長甫・顕孝寺正具・東福寺至孝・建仁寺円旨・高成寺法延・真如寺斉哲・南禅寺慈均・南禅寺卲元・南禅寺智明・南禅寺元晦・建長寺妙悦・長楽寺徳蔵・大乗寺素哲・洞谷山了光（宗可）・南禅寺永興 |
| 巻31 | 総持寺紹碩・正法寺良韶・万寿寺令瘁・建仁寺王遠・永源寺元光・南禅寺義天・東福寺一清・東福寺士偲・円覚寺契聞・正観寺元恢・大徳寺義亨・建長寺正因・建長寺慈永・定光寺処斉 |
| 巻32 | 建長寺方忻・国清寺妙謙・南禅寺一以・建仁寺円見・浄妙寺法菊・総持寺宗真・建長寺総秀・建仁寺良総・南禅寺光林・等持寺周諭・地蔵院周皎・建長寺印元・棲雲寺本浄（義南）・東福寺土啓・南禅寺祖禅・長福寺紹清・東福寺祖応・南禅寺普在・東福寺心凉（海翁）・南禅寺妙在・圓通寺徳久・妙心寺宗弼・安養寺勇健 |
| 巻33 | 吉祥寺円月・建仁寺曇生・楞厳寺祖能・普門寺玄球・慧日寺妙奇・万寿寺円瞿・南禅寺霊到・円覚寺是英・建長寺元圭・福厳寺元寿・安国寺浮玉（桂萼）・建長寺慶芳（通妙）・円覚寺妙積・成道寺元志・大徳寺道壬・妙興寺宗興・牛頭山省吾・興禅寺本空・東福寺宝洲・建長寺全快・積翠寺宗雲・妙観寺了義 |
| 巻34 | 南禅寺良芳・円覚寺讖桂・大徳寺宗立・建長寺林芳・南禅寺通徹・建仁寺良永・祇陀寺大智・南禅寺善育（善益）・東福寺師振・大興寺心王（宗岑）・建長寺性珍・向岳寺得勝・長慶寺運奇（無尽）・泉福寺妙融・南禅寺周信・普門寺通玄 |
| 巻35 | 相国寺妙葩・浄妙寺信虔・南禅寺周沢・東福寺玄柔・大明寺宗光・建長寺善玖（大義）・方広寺元選・大徳寺宗忠・天龍寺清曇・大雄寺智訥・南禅寺宗渭・相国寺支山・南禅寺法序・臨川寺妙誡・南禅寺明麟・南禅寺周佐・大徳寺宗嘉 |
| 巻36 | 南禅寺法穎・長沢寺寂霊・建長寺妙快・安国寺一雅・南禅寺霊見・万寿寺徳済・建長寺周応・南禅寺海寿・通光寺大殊・安国寺紹栄・南禅寺徳俊・臨川寺善均・普門寺利聞・総持寺良秀・建長寺帰整・建長寺存円・退休寺玄妙・東福寺希譲・天龍寺大闡（周朗）・妙応寺宗令 |
| 巻37 | 相国寺中津・南禅寺祥登・建長寺等益・南禅寺韶奏・瑞光寺周徹・南禅寺全用・南禅寺祖濬・相国寺中諦・永安寺永釈・三峯寺啓原・天龍寺明応・報国寺単況・南禅寺一麟・万寿寺智至・南禅寺仁与・南禅寺慶円・宝幢寺良佐・養源寺道芳 |
| 巻38 | 天寧寺周及・広巌寺以倫・正法寺智碩・南禅寺梵芳・総持寺明見・大智寺理有・妙心寺宗因・南禅寺宗蕑・最乗寺慧明・曹源寺禅英・大安寺常訢・大徳寺宗碩・妙勝寺円心・国済寺令山・南禅寺元礼・護国寺得仙・天龍寺周伸・宗鏡寺明昶 |
| 巻39 | 南禅寺円伊・退蔵寺秀格・浄因寺方裔・泉龍寺宝生・福昌寺真梁・総持寺善救・総持寺妙心・慈眼寺自性・龍沢寺聞本・正眼寺祖祐・円通寺法俊・臨済寺道秀・天龍寺原沖・南禅寺健易・仏陀寺梵清・建仁寺彦洞・南禅寺宗器 |
| 巻40 | 南禅寺方秀・南禅寺周崇・願成寺祖厳・天龍寺慧奯（俊承）・耕雲寺能勝・禅興庵宗曇・嘉隠庵清祖・大徳寺宗範・南禅寺周噩・南禅寺周勝・南禅寺中淹・大光寺曇貞・総寧寺明宗・建仁寺義稜・南禅寺清播・相国寺慧珙・宝福寺覚卍・香積寺周宗・南禅寺得巌・南禅寺性智・南禅寺宗播・龍穏寺慧徹・南禅寺通恕・隻林寺正文 |
| 巻41 | 妙心寺宗舜・南禅寺龍派・南禅寺以篤・南禅寺英文・円通寺性欽・大樹寺玄朔・汾陽寺玄祥・崇福寺宗宿・大徳寺宗頣・種月寺謙宗・補巌寺真覚・南禅寺龍惺・龍文寺正猷・妙心寺玄詔・相国寺周曮・大徳寺周兪 |
| 巻42 | 南禅寺一慶・南禅寺徳輔・南禅寺祖黙・耕雲寺中珊・建仁寺真玄・相国寺周鳳・南禅寺素瑛・龍文寺為璠・雲巌寺慧済・大徳寺宗純・妙心寺宗深・双林寺正伊・瑞巌寺大通・南禅寺景三・大徳寺宗凞・南禅寺龍統・南禅寺宗純 |
| 巻43 | 妙心寺宗隆・万寿寺梵嘏・妙心寺宗頓・建仁寺龍沢・妙心寺禅傑・大寧寺須益・妙心寺英朝・永平寺慧応・大徳寺宗真・大寧寺東純・南禅寺桂悟・浄眼寺玄虎・大徳寺宗牧・大中寺明慶・建仁寺龍崇・南禅寺周麟・大徳寺宗受・南禅寺景茞・妙心寺宗棟・泉龍寺契嶷 |
| 巻44 | 妙心寺耑匡・建仁寺徳昌・妙心寺宗松・建仁寺永瑾・妙心寺宗松・妙心寺徳樹・建仁寺寿桂・早雲寺宗清・妙心寺玄訥・南禅寺宗香・圓通寺一東・大徳寺宗亘・妙心寺宗休・妙心寺慶浚・妙心寺崇孚・妙心寺禅愉・妙心寺玄密・大徳寺宗套・福泉寺残夢・慧林寺紹喜・妙心寺玄津・妙心寺宗興・大仙寺東寔・東海寺宗彭 |
| 巻45 | 東禅寺崇六・瑞巌寺希膺・大安寺宗築・法常寺文守・万福寺隆琦 |

### 巻46 - 56：感進
| 巻46 | 百済国義覚・法器山多常・薬師寺祚蓮・多武峰定慧・越知山泰澄・子島寺報恩・巻尾寺法海・白山蔵縁・大安寺慧勝・湯川寺玄賓・東大寺実忠・西林寺等定・西寺守敏・大安寺行教・興福寺願安・勝尾寺証如・清水寺延鎮 |
| 巻47 | 勝尾寺行巡・高雄山智泉・金剛山満米・神宮寺行信・薬師寺慧達・叡山成意・無動寺相応・鞍馬寺峯延・玉泉寺覚如・東大寺観宿・金勝寺光空・延暦寺増命・延暦寺玄鑑・延暦寺尊意・叡山平忍・叡山明達・醍醐寺貞崇・東寺貞慶・法琳寺泰舜・薬師寺済源・延暦寺義海・延暦寺延昌 |
| 巻48 | 延暦寺喜慶・叡山修入・叡山浄蔵・叡山平燈・香隆寺寛空・叡山叡実・仁和寺寛忠・叡山叡好・国源寺泰善・叡山遍敩・興福寺法蓮（光勝）・興福寺定昭・龍門寺日蔵・延暦寺陽生・叡山円賀・延暦寺尋禅・延暦寺余慶・遍照寺寛朝（清寿）・延暦寺明救 |
| 巻49 | 書写山性空・園城寺勸修・修学院勝算（穆算）・延暦寺慶円・仁和寺済信・延暦寺慶命・禅林寺深覚・醍醐寺仁海・仁和寺成典・忍辱山命禅・賢林寺戒深・園城寺心誉・三井行円・東寺深観・叡山皇慶・真如堂戒算 |
| 巻50 | 延暦寺源心・勝林寺寂源・延暦寺源泉・叡山桓舜・三井覚助・石塔寺寂禅・東大寺覚源（済遠）・三井頼豪・仁和寺性信・仁和寺長信・仁和寺信覚・大雲寺文慶・釈王寺頼尋・愛宕山真統・潮海寺大聖・醍醐寺義範・叡山禅意・鬼原山慶日・国上山仏蓮・延暦寺良真・醍醐寺定賢・東寺経範・錦織行観（良意）・仁和寺覚行・園城寺隆明・東寺覚意・東寺範俊・大雲寺恒久（円慶）                                                     |
| 巻51 | 延暦寺増誉・安祥寺厳覚・仁和寺寛助・仁和寺禅誉・醍醐寺勝覚・來迎院良忍・園城寺行尊・仁和寺聖慧・高野山教尋・東寺信証・雲居寺聸西・叡山妙音・醍醐寺定海・東寺頼舜・仁和寺世豪・威徳院覚任・醍醐寺運覚 |
| 巻52 | 延暦寺行玄・高野山兼海・醍醐寺元海・華蔵院寛暁・醍醐寺実運・興福寺慧信・延暦寺最雲・別所寺暹俊・東寺寛遍・高野山頼西・仁和寺覚性・高野山融源・高野山澄慧・高野山心蓮・高野山済俊・妙法寺楽西・東寺任覚・延暦寺覚快・延暦寺明雲・吉峯義尊 |
| 巻53 | 東寺禎慶・仁和寺定遍・高野山理賢（慧智）・東寺覚成・無動寺慈応・東寺延杲・最福寺延朗・東寺印性・園城寺増智（覚忠）・華蔵院親覚（祐尊）・西明寺源延・三輪常観・東関性蓮・愛宕山仁鑑・薢獄良算・高野山覚基（明賢）・三井寺斉遠・海峯寺広恩・大安寺蓮蔵（持法） |
| 巻54 | 仁和寺道法・龍門寺慶円・無動寺暹命・東寺成実・仁和寺道尊・醍醐寺成賢・東寺良遍・東寺親厳・延暦寺慈円・臨心院顕厳・東寺定豪・東寺真慧・東寺覚教・東寺仁慧（勝心）・仁和寺道助・仁和寺道深・東寺実賢・高野山行勝・東寺俊厳・東寺房円・東寺行遍・仁和寺隆澄・東寺定親 |
| 巻55 | 延暦寺慈源・仁和寺良慧・東寺実瑜・八幡唯心・東寺道勝・醍醐寺聖尋・東寺道乗・醍醐寺実深・安祥寺道宝・仁和寺隆助・山上寺行仙・高野山蓮眼（明了）・仁和寺道融・東寺勝信・金剛王院重如・東寺深寛・東寺守助・仁和寺奝助・東寺頼助（頼誉）・東寺実宝・随心寺静厳・東寺守瑜・醍醐寺覚済・園城寺行昭（道昭・良慶）・東寺道耀・仁和寺了遍・醍醐寺定任・東寺成慧・東寺実海・東寺信忠・東寺公紹・醍醐寺道順・東寺実弘 |
| 巻56 | 東寺弘舜・東寺有助・仁和寺禅助・高野山定範（頼審・道淳）・東寺弘真・東寺益守・東寺道意・金蓮寺浄阿・伊吹山深有・仁和寺寛性・百済寺源重・施無畏寺長慶・勝因寺至一・東大寺聖珍・東寺定憲・園城寺良瑜（道意）・延暦寺尊道・増上寺聖観・東叡山天海 |

### 巻57-63：浄律
| 巻57 | 招提寺法進・招提寺如宝・招提寺法載（真璟・仁韓・法顆）・招提寺義静（雲静）・大安寺思託・興福寺栄叡・東大寺普照・屋島寺慧雲（慧良・慧達・慧常・慧喜）・東大寺忍基・開元寺法成・慈光寺道忠・大安寺善俊（忠慧・慧新・常魏・真法）・招提寺豊安・東大寺最教・東大寺明祐（法秀）・中川寺実範・薬師寺密厳・西大寺叡空                                                     |
| 巻58 | 泉湧寺俊芿・戒光寺浄業・泉湧寺思宣（思真・承仙・思敬・頼尊）・勝鬘院心海・泉湧寺定舜・泉湧寺湛海・西大寺戒如・海住山覚心・東大寺禅観・泉湧寺智鏡・泉湧寺思允（道玄）・戒光寺浄因 |
| 巻59 | 招提寺覚盛・不空院円晴・西方院有厳・西大寺叡尊・海龍王寺厳真・海龍王寺玄忍（貞允）・無量寿寺行然・東栄寺源俊・海龍王寺見空（実舜・頼玄）・西大寺信空・泉福寺源秀（静弁・真円）・海龍王寺幸尊（幸円）・護国院性瑜・桂宮院澄禅・極楽寺慈済 |
| 巻60 | 竹林寺良遍・大通寺真空・戒壇院円照・招提寺証玄・大安寺禅慧・橘寺慶運・五智院乗心・勝鬘院円珠（思順）・新禅院聖守 |
| 巻61 | 極楽寺忍性・法金剛院修広・大安寺玄基（隆賢・観心・道禅）・西大寺宣瑜・極楽寺栄真（宣基・性海・智忍）・教興寺阿一（慧海・成真・真源・鏡慧）・西林寺総持・西大寺覚如・泉湧寺憲静（建淳）・増福寺真照・招提寺真性（尋算）・戒光寺忍空・覚園寺智海・泉湧寺覚阿・西大寺定泉・西大寺英心・招提寺円証（信乗）・竹林寺本無・東北院琳海・金山院信忍・白毫寺道照             |
| 巻62 | 招提寺慶円・戒壇院円照門人（寂入・慶舜・上俊・適然・源意・正慧・湛照・行祐・真慧・性融・遠照・玄空・円一・照阿・唯心・元晴・道憲・円喜・尊空・蓮浄・心性・経舜・承憲・良照・真乗・円晴）・泉湧寺思淳・西大寺高湛・承園寺如導・招提寺照遠・極楽寺道種・白毫寺清算・安楽光院誠蓮・雲龍寺聖皐・善能寺鎪海・伝香寺泉弉・來迎院明韶・招提寺照珍・槇尾山明忍・槇尾山寥海 |
| 巻63 | 高野山良永・極楽寺了性・泉湧寺如周・獅子窟寺ケン通・野中寺慧猛・神鳳寺円忍 |

### 巻64 - 65：興檀
| 巻64 | 長谷寺徳道・菅原寺行基・西蓮寺最仙（観喜）・補陀落寺勝道・忍頂寺三澄・伯州国分寺賢永・興隆寺延庭・禅林寺真紹・相応寺壱演・金剛峯寺真然・大覚寺恒寂・高野山祈親・谷汲寺豊然・山崎寺慈信・金剛峯寺峯禅・六波羅蜜寺光勝（中信）・石光寺蓮入                                   |
| 巻65 | 祇陀林寺任康・元興寺賢護・梵釈寺神慧・叡山朗善・行願寺行円・東大寺慶信・高野山明算・叡山覚尊・鉆寺源算・高野山良禅・高野山琳賢・元興寺道寂・高雄山文覚・東大寺重源・大報恩寺義空・崇福寺湛慧・観世音寺済宝・川原寺教弁・羅漢寺ショウ覚（建順）・転法輪蔵寺文珪・本覚寺玉翁 |

### 巻66：浄忍
| 巻66 | 室生山賢憬・東大寺仁耀・戸隠山長明・三井証空・久米郡円観・釈迦院文豪・慈光寺延救・叡山信敬・叡山蓮照・叡山行範・那智山応照（春朝）・叡山玄経・修禅寺永助・正法寺叡効・叡山皇円 |

### 巻67：遠遊
| 巻67 | 石川寺慧便（慧聡）・北興寺慧慈（僧隆・雲聡）・元興寺慧禰（曇徴・道栄）・元興寺慧済（慧先）・元興寺僧旻・元興寺智鳳（浄達）・興福寺行善・興福寺玄昉・梵釈寺永忠・補陀落寺慧萼・超昇寺真如・東大寺奝然・呉門寺寂昭・伝法院成尋・真島山日円 |

### 巻68：読誦
| 巻68 | 比良山静安・叡山長円・法輪寺門道・叡山円久（広清）・金峯山転乗（海蓮）・醍醐寺慧増（頼真）・元興寺蓮尊・叡山春命・法隆寺明蓮・龍華寺妙達・大島郡基燈・叡山蓮坊・小松寺玄海（源尊）・叡山寂因・叡山叡桓・天王寺道公・書写山平願・三井珍蓮・叡山円喜・叡山真遠・石山寺妙尊・熊野山雲静・鞍馬寺重怡・房州信誓・叡山行空（蓮長）・高野山増延・松島寺見仏・善光寺定尊・金光寺陀阿・清澄寺慈心 |

### 巻69 - 75：雑願
| 巻69 | 応化   | 聖徳太子・百済国日羅・山背大兄王・葛木山役小角・臥見翁・勝尾山善仲（善算）・弥勒寺開成・園城寺教侍・白箸翁 |
| 巻70 | 楽邦上 | 叡山真覚（薬蓮）・叡山以円・叡山尋静・叡山春素（兼算）・叡山明請・石山寺真頼・大日寺広道・法広寺平珍・如意寺増祐・叡山覚念・清水寺清仁・内山寺安尊・無動寺理光（入円）・叡山良範（範久）・安楽寺安修（能円）・本山寺高明（助慶）・高野山覚入・多武峰経暹・叡山明実・高野山教懐・叡山道寂・叡山法寿・三井利慶・高野山維範・高野山蓮侍・平等院教真・鰐淵寺永暹・興福寺経源（尋祐）・鳴河寺経助・叡山俊豪・叡山隆暹・高野山明寂・高野山経得・小田原寺経暹・叡山延慶（賢救）・上総国分寺平明 |
| 巻71 | 楽邦下 | 往生院安助・神宮寺西因・叡山境妙（西法）・叡山仁慶・叡山善意・高野山信浄（信明）・崇敬寺永尋（定秀）・叡山珍西・崇敬寺暹覚・叡山定兼（力能）・高野山蓮意・阿弥陀院覚勝・高野山行意・叡山唯乗（迎西）・叡山快賢・高野山能仁（蓮蔵）・高野山定厳・高野山澄賢・高野山円長・興福寺願西・越前浄尊・高野山暹与・高野山浄心・高野山聖誉・高野山明暹・高野山定仁・高野山西念・高野山厳実・高野山能願・高野山尋禅・高野山密厳・高野山証印・賀茂源智・朝日山信寂・蓮華院禅勝・往生院蓮生 |
| 巻72 | 先徳   | 百済国豊国・元興寺道登・元興寺霊雲・百済寺慧妙・元興寺慧雲（常安・慧隣）・元興寺智円（慧師）・大安寺道顕・百済国道寧（常輝）・蝦夷道信（自得）・元興寺善往（法員・真義）・薬師寺弘曜・大安寺慧忠・大安寺弁正・大安寺法栄・大安寺延慶・山階寺玄基・大安寺澄叡・興福寺慈桓・東大寺承俊・東大寺円明・神護寺忠延・薬師寺明哲・興福寺春徳（空操）・法隆寺長賢・興福寺興昭・東大寺興智・元興寺賢和・西大寺平恩・薬師寺平智・薬師寺長朗・元興寺円宗・興福寺豊栄・元興寺長源・東大寺玄栄・薬師寺薬仁・元興寺隆汝（春興）・元興寺安春・法琳寺寵寿・興福寺孝忠・薬師寺義叡・東大寺基秀・薬師寺隆光・大安寺安海・興福寺房忠・元興寺奉基・元興寺近保・叡山延最・興福寺栄仁（平仁）・東大寺親宥・興福寺基継 |
| 巻73 | 神仙上 | 伊勢天照皇太神・越前白山明神・豊前宇佐八幡大神・和州春日明神・洛北賀茂明神・城州松尾明神・紀州熊野山権現・江州日吉山王・紀州丹生明神・筑前竈門山明神・城州稲荷明神・和州三輪明神・吉野蔵王権現 |
| 巻74 | 神仙下 | 尾州熱田明神・芸州厳島明神・信州諏訪明神・江州比良山明神・叡麓赤山明神・若州比吉明神・江州新羅明神・京兆北野天神・法華山法道仙・端午浦島子・和州久米仙人（大伴仙・安曇仙）・江州陽勝・宇治山喜撰・文章博士都良香・高安山生馬仙・吉野郡藤太主と源太主・法隆寺法空・和州杉室山童 |
| 巻75 | 感怪   | 高宮寺願覚・三井常照・百済国放済・元興寺慈応・高麗寺栄常・毛野寺諦鏡・薬師寺顕慧・金峰寺広達・薬師寺長義・水田軍徳満・興福寺永興・延興寺慧勝・大安寺弁宗・窪屋郡阿清・東大寺蔵満・信貴山円能・仁和寺平如・六波羅蜜寺講仙・修覚・義叡 |

日本古典籍データセット、大日本仏教全書を基に作成

## テキスト
- 『大日本仏教全書』巻102, 巻103